# يانينة (مقاطعة)
يانينة إحدى مقاطعات اليونان وأكبر مدنها عاصمة الاٍقليم يانينة.